# Axiom Space
Axiom Space ist ein US-amerikanisches Raumfahrtunternehmen mit Sitz in Houston, Texas. Das Unternehmen wurde 2016 u. a. von Michael Suffedini, einem ehemaligen NASA-Programmdirektor (2005–2015) für die Internationale Raumstation (ISS), gegründet. Auch andere Angestellte und Führungsmitglieder stammen aus dem Umfeld der NASA und der US-Raumfahrtindustrie, darunter die ehemaligen Astronauten Michael López-Alegría und Brent Jett.

## Raumstation

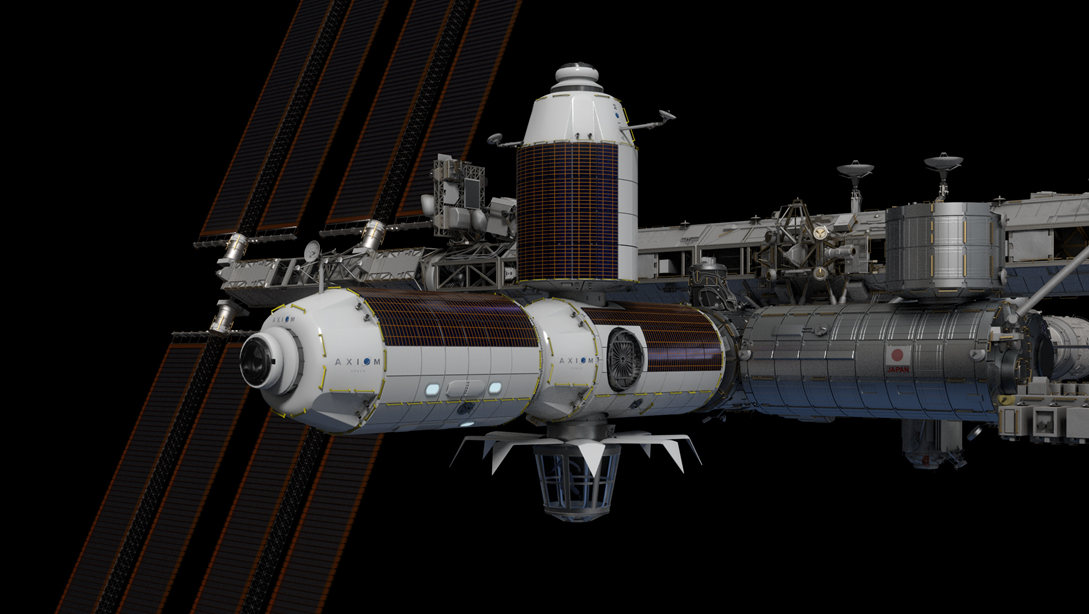
Computergrafik mehrere Module von Axiom Space, vorne an die ISS angekoppelt

Axiom Space wird seit 2020 verstärkt in der Öffentlichkeit wahrgenommen, da sie von der NASA mit dem Bau und Betrieb des Raumstationmoduls Hab One zur Ankopplung an die ISS beauftragt wurde. Mit dem Modul bzw. mehreren neuen, miteinander verbundenen Modulen sollen die US-Raumfahrtaktivitäten und auch die ISS weiter kommerzialisiert werden. Sie sollen die bisherige ISS auch nach deren Betriebsende ersetzen. Die NASA hatte dazu im Next-Space-Technologies-for-Exploration-Partnerships-2-Programm (NextSTEP 2) eine Ausschreibung gestartet, aus der Axiom Space als Sieger hervorgegangen war. Als Ankopplungspunkt ist der vordere Kopplungsstutzen am US-Teil der ISS vorgesehen. Der Start des ersten Axiom-Moduls wurde zunächst für 2024 angestrebt und soll nun frühestens Ende 2026 erfolgen.

## Bemannte Raumflüge
Axiom Space organisiert auch bemannte Flüge zur ISS mit dem SpaceX-Raumschiff Crew Dragon.
| Mission         | Start           | Landung         | Dauer   | Besatzung                                                             |
| --------------- | --------------- | --------------- | ------- | --------------------------------------------------------------------- |
| Axiom Mission 1 | 8. April 2022   | 25. April 2022  | 17 Tage | Michael López-Alegría, Eytan Stibbe, Larry Connor, Mark Pathy         |
| Axiom Mission 2 | 21. Mai 2023    | 31. Mai 2023    | 09 Tage | Peggy Whitson, John Shoffner, Ali Alqarni, Rayyanah Barnawi           |
| Axiom Mission 3 | 18. Januar 2024 | 9. Februar 2024 | 21 Tage | Michael López-Alegría, Walter Villadei, Alper Gezeravcı, Marcus Wandt |
| Axiom Mission 4 | 25. Juni 2025   | 15. Juli 2025   | 20 Tage | Peggy Whitson, Shubhanshu Shukla, Sławosz Uznański, Tibor Kapu        |

## Raumanzüge
Im Juni 2022 beauftragte die NASA Axiom Space neben Collins Aerospace mit der Entwicklung neuer Raumanzüge. Weiterhin ist auch das italienische Modelabel Prada an der Gestaltung der Raumanzüge beteiligt. Die Axiom Extravehicular Mobility Unit (AxEMU) soll für Außenbordeinsätze an der ISS und auf der Mondoberfläche bei Artemis-Missionen verwendet werden.